# قانون الأمريكيين ذوي الإعاقة لعام 1990
قانون الأمريكيين ذوي الإعاقة لعام 1990 هو قانون حقوق مدنية يحظر التمييز القائم على أساس الإعاقة. يوفر حماية مماثلة ضد التمييز للأمريكيين ذوي الإعاقة حاله حال قانون الحقوق المدنية لعام 1964، الذي جعل التمييز على أساس العرق والدين والجنس والأصل القومي وغيرها من السمات أمرًا غير قانوني، تلاها التوجه الجنسي والهوية الجنسية لاحقًا. بالإضافة إلى ذلك، وعلى عكس قانون الحقوق المدنية، يجبر قانون الأمريكيين ذوي الإعاقة أيضًا أصحاب العمل المشمولين على توفير تسهيلات معقولة للموظفين ذوي الإعاقة، وتفرض متطلبات إمكانية الوصول إلى الأماكن العامة.
في عام 1986، أوصى المجلس الوطني للإعاقة بسن قانون الأمريكيين ذوي الإعاقة، وصاغ النسخة الأولى من مشروع القانون الذي قُدم في مجلسي النواب والشيوخ في عام 1988. وقع الرئيس جورج دبليو بوش على النسخة النهائية من مشروع القانون ليصبح قانونًا في 26 يوليو 1990. عُدل لاحقًا في عام 2008 ووقعه الرئيس جورج دبليو بوش مع التغييرات ليصبح ساريًا اعتبارًا من 1 يناير 2009.

## الإعاقات المشمولة
يشمل القانون الإعاقات الخاصة بالحالات الطبية العقلية والجسدية. لا يلزم أن تكون الحالة شديدة أو دائمة لتعتبر إعاقة. توفر لوائح لجنة تكافؤ فرص العمل قائمة بالشروط التي ينبغي بسهولة اعتبارها إعاقة، وتشمل الصمم، والعمى، والإعاقة الذهنية (التخلف العقلي سابقًا)، وفقدان الأطراف جزئيًا أو كليًا أو الإعاقة الحركية التي تؤدي إلى استخدام كرسي متحرك، والتوحد، والسرطان، والشلل الدماغي، والسكري، والصرع، واضطراب نقص الانتباه مع فرط النشاط، وعدوى فيروس نقص المناعة البشرية (إتش آي في)، والتصلب المتعدد، والحثل العضلي، والاضطراب الاكتئابي الكبير، واضطراب ثنائي القطب، واضطراب الكرب ما بعد الصدمة، واضطراب الوسواس القهري، والفصام. قد تعتبر بعض الأمراض العقلية أو الجسدية الأخرى أيضًا إعاقات، بناء على الأعراض التي تبديها لدى الفرد في غياب «التدابير المخففة» (الأدوية والعلاج والأجهزة المساعدة أو غيرها من وسائل استعادة الوظيفة)، خلال «النوبة النشطة» من الحالة (إذا كانت الحالة نوبية).
تعد بعض الأمراض المحددة معادية للمجتمع على نطاق واسع، أو تميل إلى التسبب في نشاط غير قانوني، مثل هوس السرقة، والتحرش الجنسي بالأطفال، والاستعراض، وشهوة التلصص، وبالتالي تُستثنى من تعريف «الإعاقة» من أجل منع إساءة استخدام الغرض من القانون. بالإضافة إلى ذلك، لم تعد الهوية الجنسية أو التوجه تعتبر اضطرابًا، واستُبعدت أيضًا من تعريف «الإعاقة».

## العناوين

### العنوان الأول - التوظيف
انظر أيضًا قانون العمل في الولايات المتحدة

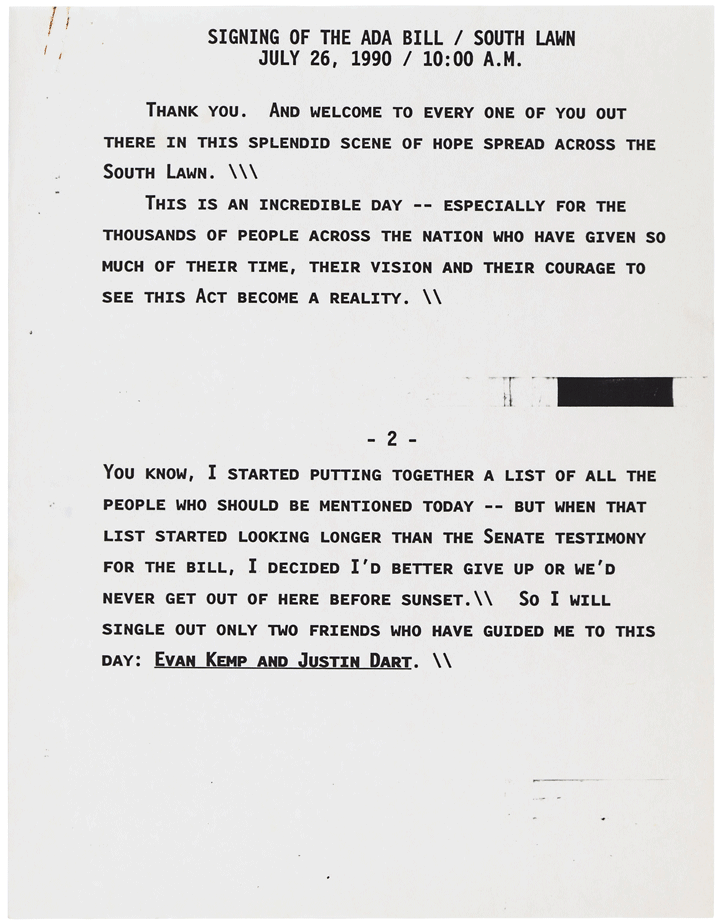
بطاقات الخطاب التي استخدمها الرئيس جورج بوش الأب في مراسم توقيع قانون الأمريكيين ذوي الإعاقة (ADA) في 26 يوليو 1990

ينص قانون الأمريكيين ذوي الإعاقة على أنه يجب ألا يميز "الكيان المشمول" ضد "الفرد المؤهل من ذوي الإعاقة". ينطبق هذا على إجراءات التوظيف، والتوظيف، والترقية، والفصل من العمل، وتدريب الموظفين، وأي شروط أو أحكام أو امتيازات تتعلق بالتوظيف. "الكيانات المشمولة" تشمل أصحاب العمل الذين لديهم 15 موظفًا أو أكثر، وكذلك وكالات التوظيف، المنظمات العمالية، ولجان العمل والإدارة المشتركة. هناك قيود صارمة على متى يمكن للكيان المشمول طرح أسئلة متعلقة بالإعاقة على المتقدمين للوظائف أو الموظفين أو مطالبتهم بالخضوع لفحص طبي، ويجب الحفاظ على سرية جميع المعلومات الطبية.
قد تشمل التمييزات المحظورة، من بين أمور أخرى، فصل شخص أو رفض توظيفه بناءً على إعاقة حقيقية أو متصورة، أو الفصل، أو التحرش بناءً على الإعاقة. يُطلب من الكيانات المشمولة أيضًا توفير تسهيلات معقولة للمتقدمين للوظائف والموظفين ذوي الإعاقة. التسهيلات المعقولة هي تغيير في الطريقة التي يتم بها تنفيذ الأشياء عادةً والتي يحتاجها الشخص بسبب الإعاقة، ويمكن أن تشمل، من بين أمور أخرى، المعدات الخاصة التي تسمح للشخص بأداء العمل، وتغييرات في الجدولة، وتغييرات في كيفية اختيار أو توصيل مهام العمل. لا يُطلب من صاحب العمل توفير تسهيلات قد تنطوي على صعوبة غير معقولة (صعوبة أو تكلفة مفرطة)، ويجب على الشخص الذي يحصل على التسهيلات أداء الوظائف الأساسية للعمل وتلبية متطلبات الأداء العادية. لا يُعتبر الموظف أو المتقدم الذي يستخدم المخدرات بشكل غير قانوني مؤهلاً عندما يتخذ الكيان المشمول إجراءً ضارًا استنادًا إلى هذا الاستخدام.
تم العثور على جزء من العنوان الأول غير دستوري من قبل المحكمة العليا للولايات المتحدة فيما يتعلق بالدول في قضية مجلس أمناء جامعة ألاباما ضد جاريت باعتبارها تنتهك حصانة السيادة للدول كما هو محدد في التعديل الحادي عشر لدستور الولايات المتحدة. قررت المحكمة أن موظفي الدولة لا يمكنهم مقاضاة صاحب العمل لانتهاك قواعد قانون الأمريكيين ذوي الإعاقة. ومع ذلك، يمكن لموظفي الدولة تقديم شكاوى إلى وزارة العدل أو لجنة تكافؤ الفرص في العمل، التي يمكنها مقاضاة نيابة عنهم.

### العنوان الثاني - الكيانات العامة (النقل العام)
يمنع العنوان الثاني التمييز بسبب الإعاقة من قبل جميع الكيانات العامة على المستوى المحلي، مثل المنطقة التعليمية، والبلديات، والمدن، أو المقاطعات، وكذلك على مستوى الدولة. يجب على الكيانات العامة الامتثال لتنظيمات العنوان الثاني من وزارة العدل الأمريكية. تغطي هذه الأنظمة الوصول إلى جميع البرامج والخدمات التي تقدمها الكيان. يشمل الوصول الوصول البدني الموصوف في معايير الأمريكيين ذوي الإعاقة للتصميم المتاح والوصول البرمجي الذي قد يتم عرقلة بواسطة السياسات أو الإجراءات التمييزية للكيان.
ينطبق العنوان الثاني أيضًا على النقل العام الذي تقدمه الكيانات العامة من خلال الأنظمة التي تضعها وزارة النقل الأمريكية. يشمل ذلك شركة السكك الحديدية الوطنية للركاب، بالإضافة إلى جميع هيئات النقل الأخرى. يتطلب هذا القسم تقديم خدمات النقل بالسيارات الخاصة من قبل الكيانات العامة التي تقدم خدمات ثابتة المسار. كما يحدد الأمريكيين ذوي الإعاقة الحد الأدنى من المتطلبات لتخطيط المساحة لتسهيل تأمين الكراسي المتحركة على وسائل النقل العامة.
ينطبق العنوان الثاني أيضًا على جميع السكن العام المحلي والإقليمي، والمساعدات السكنية، وإحالات السكن. ويتولى مكتب الإسكان المتساوي الفرص تنفيذ هذا الحكم.

### العنوان الثالث - أماكن الإقامة العامة (والمنشآت التجارية)

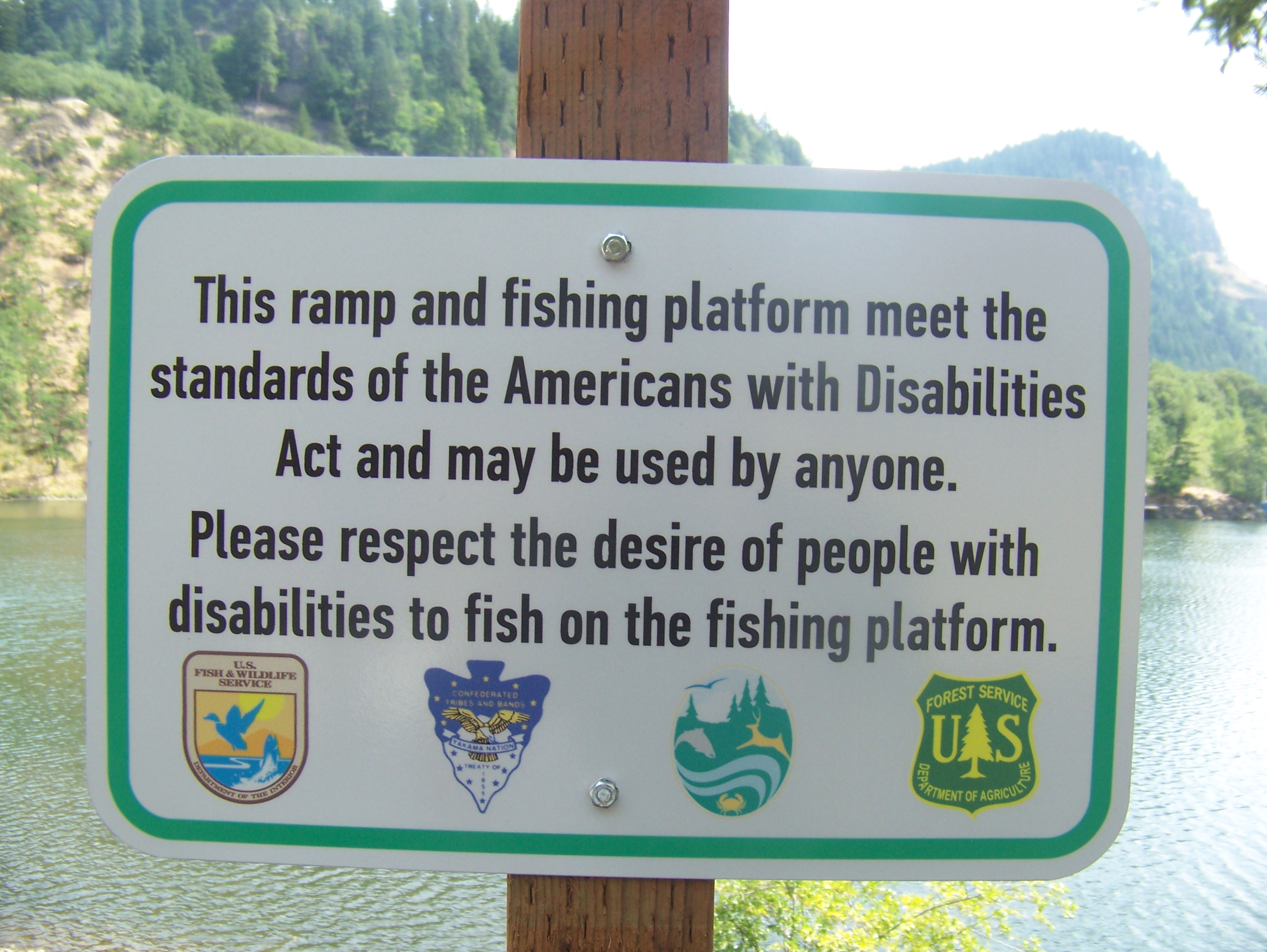
تحدد الأمريكيين ذوي الإعاقة معايير بناء المنشآت العامة القابلة للوصول. يظهر في الصورة علامة تشير إلى منصة صيد قابلة للوصول في بحيرة درانو، واشنطن.

بموجب العنوان الثالث، لا يجوز التمييز ضد أي شخص على أساس الإعاقة فيما يتعلق بالتمتع الكامل والمتساوي بالبضائع والخدمات والمرافق أو أماكن الإقامة في أي مكان من أماكن الإقامة العامة من قبل أي شخص يملك أو يؤجر أو يدير مكانًا من أماكن الإقامة العامة. تشمل أماكن الإقامة العامة معظم أماكن الإقامة (مثل النزل والفنادق)، والترفيه، والنقل، والتعليم، وتناول الطعام، بالإضافة إلى المتاجر، ومقدمي الرعاية، وأماكن العروض العامة.
بموجب العنوان الثالث من القانون، يجب أن يتوافق جميع البناءات الجديدة (البناء، التعديل أو التغييرات) بعد تاريخ سريان قانون الأمريكيين ذوي الإعاقة (حوالي يوليو 1992) مع إرشادات الوصول لقانون الأمريكيين ذوي الإعاقة (بالإنجليزية: Disabilities Act Accessibility Guidelines - ADAAG) الموجودة في قانون اللوائح الفيدرالية في 28 C.F.R، الجزء 36، الملحق A.
يطبق العنوان الثالث أيضًا على المنشآت الموجودة. أحد التعريفات لـ "التمييز" بموجب العنوان الثالث من الأمريكيين ذوي الإعاقة هو "الفشل في إزالة" الحواجز المعمارية في المنشآت الموجودة. هذا يعني أن المنشآت التي لم يتم تعديلها أو تغييرها بأي شكل من الأشكال بعد تمرير قانون الأمريكيين ذوي الإعاقة لا تزال عليها التزامات. المعيار هو ما إذا كان "إزالة الحواجز" (التي يتم تعريفها عادةً على أنها جعل الحالة متوافقة مع إرشادات الوصول لقانون الأمريكيين ذوي الإعاقة) "ممكنة بسهولة"، ويتم تعريف ذلك على أنه "... سهلة التحقيق دون صعوبة أو تكلفة كبيرة".
تعريف "ممكنة بسهولة" في القانون يستدعي اختبار موازنة بين تكلفة التعديل المقترح وموارد العمل و/أو أصحاب العمل. وبالتالي، ما قد يكون "ممكنًا بسهولة" لشركة كبيرة وقوية ماليًا قد لا يكون كذلك بالنسبة لنشاط تجاري صغير أو محلي.
هناك استثناءات لهذا العنوان؛ العديد من الأندية الخاصة والمنظمات الدينية قد لا تكون ملزمة بالامتثال للعنوان الثالث. بالنسبة للعقارات التاريخية (تلك العقارات المدرجة أو المؤهلة للإدراج في السجل الوطني للأماكن التاريخية أو العقارات المعينة تاريخيًا بموجب القانون المحلي أو الحكومي)، يجب على تلك المنشآت الامتثال لأحكام العنوان الثالث من الأمريكيين ذوي الإعاقة إلى "أقصى حد ممكن"، ولكن إذا كان اتباع المعايير المعتادة سيؤدي إلى "تهديد بتدمير الأهمية التاريخية لميزة من ميزات المبنى"، فيمكن استخدام معايير بديلة.
بموجب التعديلات التي تم إدخالها على لوائح وزارة العدل في عام 2010، يجب أن تحتوي حمامات السباحة الجديدة أو المعدلة وحمامات السباحة للأطفال والمنتجعات الصحية على وسيلة وصول وخروج ميسرة للسباحين ذوي الإعاقة. ومع ذلك، فإن هذا الشرط يعتمد على ما إذا كان توفير الوصول من خلال رافعة ثابتة "ممكنًا بسهولة". توجد متطلبات أخرى استنادًا إلى حجم حمام السباحة، تشمل توفير عدد معين من وسائل الدخول والخروج الميسرة، كما هو موضح في القسم 242 من المعايير. ومع ذلك، يمكن للأعمال التجارية النظر في الفروق في تطبيق القواعد بناءً على ما إذا كان حمام السباحة جديدًا أو تم تعديله، أو ما إذا كان حمام السباحة موجودًا قبل تاريخ سريان القاعدة الجديدة. قد لا يُطلب الامتثال الكامل للمنشآت الموجودة؛ يحدد القسم 242 و1009 من معايير 2010 هذه الاستثناءات.

#### حيوانات الخدمة
يوفر قانون الأمريكيين ذوي الإعاقة تغطية صريحة لحيوانات الخدمة تحدد الإرشادات حماية الأشخاص ذوي الإعاقة وتضمن للشركات عدم تحمل المسؤولية المرتبطة بمنح الوصول إلى حيوانات الخدمة. يُسمح للأعمال التجارية بسؤال ما إذا كانت الحيوان هو حيوان خدمة وما المهام التي تدرب عليها، ولكن لا يجوز لهم مطالبة الحيوان بأداء المهمة أو طلب بطاقة تعريف للحيوان. كما لا يمكنهم السؤال عن إعاقات الشخص. لا يمكن إزالة الشخص ذو الإعاقة من المكان إلا في حال حدوث أمرين: إذا كان الحيوان غير خاضع للسيطرة ولا يستطيع مالكه السيطرة عليه (مثلًا، إذا كان الكلب ينبح بلا توقف)، أو إذا كان الحيوان يشكل تهديدًا مباشرًا لصحة وسلامة أحدهم. لا تُعتبر الحساسية والخوف من الحيوانات تهديدًا.
يجب على الأعمال التجارية التي تعد أو تقدم الطعام السماح بدخول حيوانات الخدمة وأصحابها إلى المكان حتى لو كانت القوانين الصحية المحلية أو الإقليمية تحظر الحيوانات. لا يُطلب من الأعمال التجارية التي تعد أو تقدم الطعام تقديم الرعاية أو الطعام أو منطقة تخفيف لحيوانات الخدمة. تُمنع الرسوم الإضافية على حيوانات الخدمة. لا يمكن تمييزهم ضدهم، مثل عزلهم عن الناس في مطعم.
لا يمكن معاملة الأشخاص ذوي الإعاقة كـ "أقل من" العملاء الآخرين. ومع ذلك، إذا كانت الأعمال التجارية تتقاضى عادةً رسومًا عن الأضرار التي يتسبب فيها الشخص للممتلكات، فقد يتطلب أيضًا تعويض عن الأضرار التي تسبب فيها حيوان الخدمة.

#### الأدوات المساعدة
يوفر قانون الأمريكيين ذوي الإعاقة تغطية صريحة للأدوات المساعدة.
ينص قانون الأمريكيين ذوي الإعاقة على أنه "يجب على مكان الإقامة العامة اتخاذ الخطوات اللازمة لضمان عدم استبعاد أو إنكار الخدمات أو الفصل أو معاملة الفرد بشكل مختلف عن الآخرين بسبب غياب الأدوات المساعدة والخدمات، ما لم يتمكن مكان الإقامة العامة من إثبات أن اتخاذ هذه الخطوات سيغير جوهر البضائع أو الخدمات أو المرافق أو الامتيازات أو المزايا أو أماكن الإقامة المعروضة أو سيتسبب في عبء غير معقول، أي صعوبة أو تكلفة كبيرة." يشمل مصطلح "الأدوات المساعدة والخدمات" ما يلي:
1. مترجمين مؤهلين في الموقع أو من خلال خدمات الترجمة عن بُعد عبر الفيديو (VRI)؛ كتّاب الملاحظات؛ خدمات النسخ المدعومة بالحاسوب في الوقت الفعلي؛ المواد المكتوبة؛ تبادل الملاحظات المكتوبة؛ مكبرات سماعة الهاتف؛ أجهزة الاستماع المساعدة؛ أنظمة الاستماع المساعدة؛ الهواتف المتوافقة مع أجهزة السمع؛ أجهزة فك الترجمة؛ الترجمة المفتوحة والمغلقة، بما في ذلك الترجمة الحية؛ منتجات وأنظمة الاتصالات الصوتية والنصية والمرئية، بما في ذلك هواتف النص (TTY)، والهواتف الفيديو، والهواتف المترجمة، أو الأجهزة المماثلة؛ عروض الفيديو النصية؛ التكنولوجيا الإلكترونية والمعلوماتية القابلة للوصول؛ أو طرق أخرى فعالة لجعل المعلومات المنقولة عبر الصوت متاحة للأفراد الصم أو ضعاف السمع.
2. قراء مؤهلون؛ نصوص مسجلة؛ تسجيلات صوتية؛ مواد وعروض بالخط البرايل؛ برامج قراءة الشاشة؛ برامج التكبير؛ القارئات البصرية؛ البرامج السمعية الثانوية (SAP)؛ المواد المطبوعة الكبيرة؛ التكنولوجيا الإلكترونية والمعلوماتية القابلة للوصول؛ أو طرق أخرى فعالة لجعل المواد المنقولة بصريًا متاحة للأفراد المكفوفين أو ضعاف البصر.
3. شراء أو تعديل المعدات أو الأجهزة؛ و
4. خدمات وأعمال مشابهة أخرى.

### العنوان الرابع - الاتصالات
عدل العنوان الرابع من قانون الأمريكيين ذوي الإعاقة قانون الاتصالات لعام 1934 بشكل أساسي بإضافة القسم العنوان 47 من كود الولايات المتحدة المادة 225. يتطلب هذا القسم من جميع شركات الاتصالات في الولايات المتحدة اتخاذ خطوات لضمان تقديم خدمات معادلة وظيفياً للمستهلكين ذوي الإعاقة، وخاصة أولئك الذين يعانون من الصمم أو ضعف السمع وأولئك الذين يعانون من عيوب في النطق. عندما دخل العنوان الرابع حيز التنفيذ في أوائل التسعينات، أدى ذلك إلى تركيب أجهزة آلة النسخ التلغرافي (TTY) العامة وغيرها من أجهزة أجهزة الاتصالات للصم (TDD). كما أدى العنوان الرابع إلى إنشاء خدمات نقل الرسائل الثنائية في جميع الولايات الخمسين ومنطقة كولومبيا، والتي كانت تعرف آنذاك باسم "خدمات التتابع بين الطرفين" وأصبحت الآن تعرف باسم خدمات النقل التلغرافية (TRS)، مثل STS relay. اليوم، يتم إجراء العديد من المكالمات التي تتم عبر TRS من خلال الإنترنت من قبل المستهلكين الذين يستخدمون اتصالات النطاق العريض. بعض المكالمات هي مكالمات خدمة التتابع عبر الفيديو (VRS)، بينما تكون الأخرى مكالمات نصية. في كل من هذه الحالات، يقوم المساعدون في الاتصال بترجمة بين الكلمات الموقعة أو المكتوبة من قبل المستهلك والكلمات المنطوقة من قبل الآخرين. في عام 2006، وفقًا لجنة الاتصالات الفيدرالية (FCC)، بلغ متوسط المكالمات عبر VRS مليوني دقيقة شهريًا.

### العنوان الخامس - أحكام متنوعة
يشمل العنوان الخامس أحكامًا فنية. على سبيل المثال، يناقش حقيقة أن أي شيء في الأمريكيين ذوي الإعاقة لا يعدل أو يلغي أو يلغى أي شيء في القسم 504. بالإضافة إلى ذلك، يشمل العنوان الخامس بندًا يحظر الانتقام أو الإكراه. يوضح دليل المساعدة الفنية الخاص بـ الأمريكيين ذوي الإعاقة هذا البند:
III-3.6000 الانتقام أو الإكراه. الأفراد الذين يمارسون حقوقهم بموجب قانون الأمريكيين ذوي الإعاقة، أو يساعدون الآخرين في ممارسة حقوقهم، محميون من الانتقام. ينطبق الحظر ضد الانتقام أو الإكراه بشكل واسع على أي فرد أو كيان يسعى لمنع الفرد من ممارسة حقوقه أو للانتقام منه بسبب ممارسته لتلك الحقوق ... أي شكل من أشكال الانتقام أو الإكراه، بما في ذلك التهديدات أو الترهيب أو التدخل، محظور إذا كان الهدف منه هو التدخل.

## التاريخ
تعود أسس قانون الأمريكيين ذوي الإعاقة لعام 1990 إلى القسم 504 من قانون إعادة التأهيل لعام 1973.

### الصياغة
في عام 1986، أصدر المجلس الوطني للإعاقة (إن سي دي)، وهو وكالة فيدرالية مستقلة، تقريرًا بعنوان نحو الاستقلال، درس فيه المجلس الحوافز والعقبات في القوانين الفيدرالية نحو زيادة الاستقلال والاندماج الكامل للأشخاص ذوي الإعاقة في مجتمعنا. شملت عقبات الاستقلال التي حددها المجلس وجود ثغرات كبيرة متبقية في تغطية الحقوق المدنية للأمة فيما يتعلق بالأشخاص ذوي الإعاقة. تمثلت إحدى النتائج الرئيسية للتقرير في التوصية باعتماد تشريع شامل للحقوق المدنية، والذي شكل قانون الأمريكيين ذوي الإعاقة.
اكتسبت فكرة التشريع الفيدرالي الذي يعزز تشريعات الحقوق المدنية ويوسعها لملايين الأمريكيين من ذوي الإعاقة دعمًا من الحزبين في أواخر عام 1988 وأوائل عام 1989. في بدايات عام 1989، عمل كل من الكونغرس والبيت الأبيض الذي افتتح حديثًا على حدة، ثم تعاونا لكتابة تشريع قادر على توسيع الحقوق المدنية دون فرض ضرر أو تكاليف لا داعي لها على من يمتثلون بالفعل للقواعد والقوانين القائمة.

### الضغط
على مر السنين، لعب الناشطون والدعاة الرئيسيون دورًا مهمًا في الضغط على أعضاء الكونغرس الأمريكي لتطوير قانون الأمريكيين ذوي الإعاقة والمصادقة عليه، منهم جاستن ويتلوك دارت جونيور وباتريشا رايت وآخرون.
تُعرف السيدة رايت باسم «الجنرال» لعملها في تنسيق الحملة لسن قانون الأمريكيين ذوي الإعاقة. تعتبر على نطاق واسع القوة الرئيسية وراء حملة الضغط من أجل قانون الأمريكيين ذوي الإعاقة.

### الدعم والمعارضة

#### الدعم
كان السناتور دول مؤيدًا ومدافعًا عن مشروع القانون.
تحدثت شيرلي ديفيس، مديرة قسم التنوع العالمي والشمول في جمعية إدارة الموارد البشرية، حول أهمية جعل فرص العمل شاملة، قائلة: «يمثل الأشخاص ذوو الإعاقة مجموعة مواهب بالغة الأهمية لا تحظى بالخدمات الكافية ولا تُوظف مواهبها بما فيه الكفاية».

#### المعارضة من المجموعات الدينية
أدى الجدل حول قانون الأمريكيين ذوي الإعاقة إلى اتخاذ بعض الجماعات الدينية مواقف معاكسة. عارضت رابطة المدارس المسيحية الدولية قانون الأمريكيين ذوي الإعاقة في صيغته الأصلية، ويرجع ذلك أساسًا إلى أن القانون اعتبر المؤسسات الدينية «أماكن إقامة عامة»، وبالتالي فرض على الكنائس إجراء تغييرات هيكلية مكلفة لضمان الوصول للجميع. سادت حجة التكلفة التي قدمتها رابطة المدارس المسيحية الدولية وغيرها في منع تصنيف المؤسسات الدينية على أنها «أماكن إقامة عامة».
وقفت مجموعات كنسية مثل الرابطة الوطنية للإنجيليين ضد أحكام التوظيف الموجودة في الباب الأول من قانون الأمريكيين ذوي الإعاقة بحجة الحرية الدينية. اعتبرت الرابطة الوطنية للإنجيليين أن تنظيم التوظيف الداخلي للكنائس كان «... تدخلًا غير لائق من الحكومة الفيدرالية».

#### معارضة المصالح التجارية
عارض العديد من أعضاء مجتمع الأعمال قانون الأمريكيين ذوي الإعاقة. صرحت شركة غرايهاوند لاينز للحافلات في شهادتها أمام الكونغرس أن القانون قد «يحرم ملايين الأشخاص من وسائل النقل العام ميسورة التكلفة داخل المدن، ويحرم آلاف المجتمعات الريفية من رابطها الوحيد بالعالم الخارجي». جادلت غرفة التجارة الأمريكية أن تكاليف القانون ستكون «هائلة» وسيكون لها «تأثير كارثي على العديد من الشركات الصغيرة التي تكافح من أجل البقاء». وصف الاتحاد الوطني للأعمال المستقلة، وهي منظمة تضغط من أجل الشركات الصغيرة، القانون بأنه «كارثة للشركات الصغيرة». انضم المعلقون المحافظون المؤيدون للأعمال التجارية إلى المعارضة، وكتبوا أن قانون الأمريكيين ذوي الإعاقة كان «صداعًا مكلفًا للملايين» ولن يؤدي بالضرورة إلى تحسين حياة الأشخاص ذوي الإعاقة.

### "الزحف إلى الكابيتول"
بالقرب من موعد إقرار القانون، تجمع نشطاء حقوق الأشخاص ذوي الإعاقة من ذوي الإعاقات الجسدية أمام مبنى الكابيتول الأمريكي، وألقوا عكازاتهم، الكراسي المتحركة، الكراسي المتحركة الكهربائية وأدوات المساعدة الأخرى، وبدؤوا فورًا في الزحف وسحب أجسادهم على الدرجات الـ100 الأمامية لمبنى الكابيتول دون تحذير. بينما كانوا يفعلون ذلك، هتف العديد منهم "ذوو الاحتياجات الخاصة الآن"، و "صوتوا، الآن". بعض النشطاء الذين بقوا في أسفل الدرجات حملوا لافتات وصرخوا بكلمات تشجيع لـ "الزاحفين إلى الكابيتول". تم تصوير جينيفر كيلان، وهي طالبة في الصف الثاني تعاني من الشلل الدماغي، وهي تسحب نفسها على الدرجات، باستخدام يديها وأذرعها بشكل رئيسي، قائلةً: "سأستغرق طوال الليل إذا كان عليّ." هذا التحرك المباشر تم الإبلاغ عنه على أنه "أزعج" عدة أعضاء في مجلس الشيوخ ودفعهم للموافقة على القانون. بينما يرى البعض أن هذه الفعالية لم تحمل أهمية كبيرة بشكل عام، إلا أن "الزحف إلى الكابيتول" في 1990 يُنظر إليه من قبل بعض النشطاء المعاصرين في الولايات المتحدة كحدث محوري شجع على إقرار قانون الأمريكيين ذوي الإعاقة.

### الفقرة الأخيرة

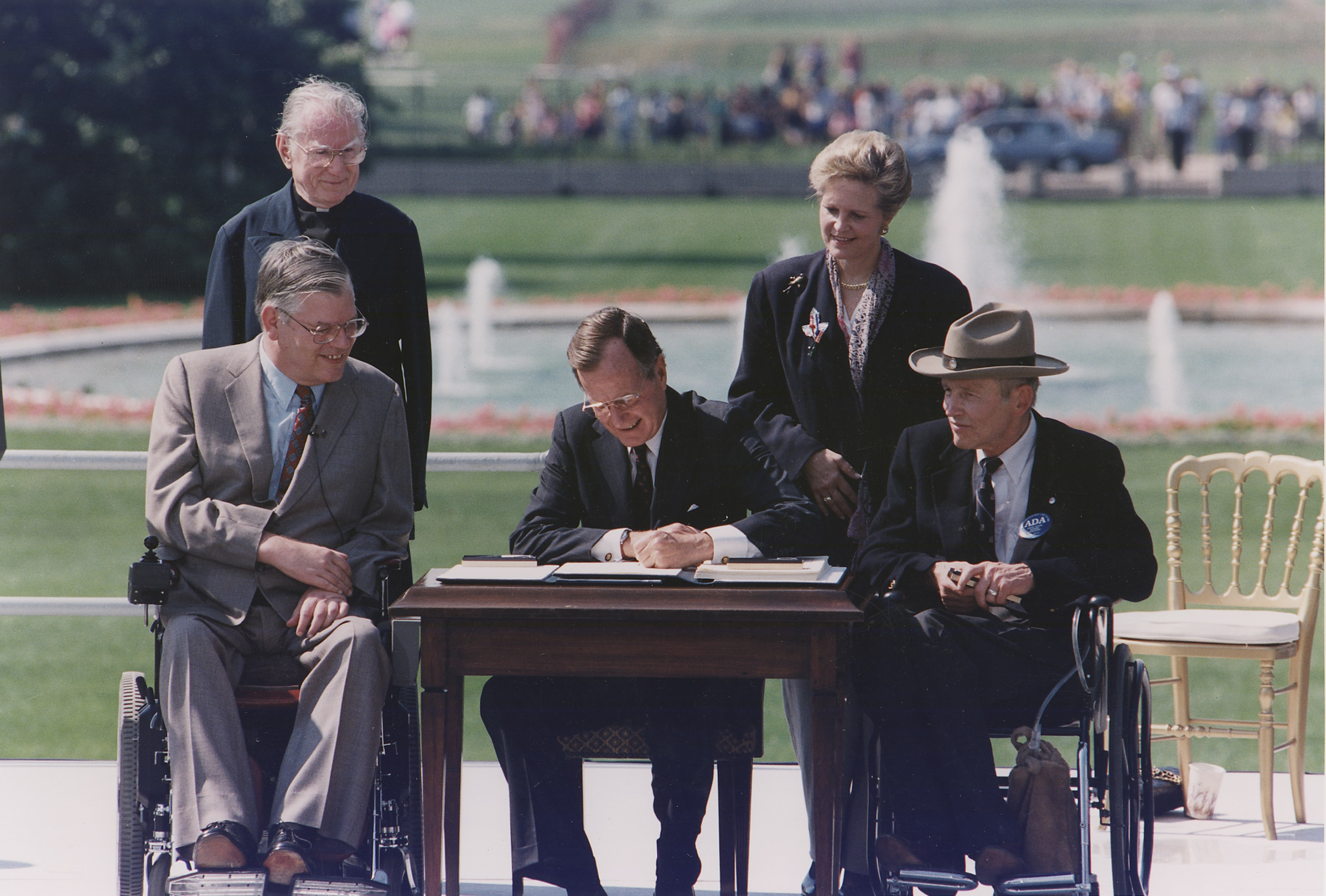
الرئيس بوش يوقع قانون الأمريكيين ذوي الإعاقة في القانون.

تصويت مجلس النواب وتصويت مجلس الشيوخ

كان السيناتور توم هاركن (ديمقراطي-آيوا) هو مؤلف مشروع القانون الذي أصبح القانون النهائي وكان راعيه الرئيسي في مجلس الشيوخ. وقد ألقى هاركن جزءًا من خطاب تقديمه بلغة الإشارة، قائلاً إنه فعل ذلك حتى يتمكن شقيقه الأصم من الفهم.
قال الرئيس جورج بوش الأب عند توقيعه القانون في 26 يوليو 1990:
أعلم أنه ربما كانت هناك مخاوف من أن قانون الأمريكيين ذوي الإعاقة قد يكون غامضًا أو مكلفًا جدًا، أو قد يؤدي إلى دعوى قضائية لا تنتهي. لكنني أريد أن أطمئنكم الآن أن إدارتي والكونغرس الأمريكي قد وضعوا هذا القانون بعناية. لقد كنا جميعًا مصممين على التأكد من أنه يوفر المرونة، خاصة من حيث الجدول الزمني للتنفيذ؛ وقد كنا ملتزمين بالحد من التكاليف التي قد يتم تكبدها.... دع الجدار المخزي للاستبعاد ينهار أخيرًا.

### تعديلات قانون الأمريكيين ذوي الإعاقة لعام 2008
يعرف قانون الأمريكيين ذوي الإعاقة، الإعاقة المغطاة، بأنها إعاقات جسدية أو عقلية تحد بشكل كبير من نشاط واحد أو أكثر من الأنشطة الرئيسية في الحياة، أو تاريخ من الإصابة بمثل هذه الإعاقة، أو الاعتقاد بوجود مثل هذه الإعاقة. تم تكليف لجنة تكافؤ فرص العمل (بالإنجليزية: Equal Employment Opportunity Commission - EEOC) بتفسير قانون 1990 فيما يتعلق بالتمييز في العمل. وقد طورت لجنة تكافؤ فرص العمل لوائح تحد من الإعاقة الفردية لتقتصر على تلك التي "تحد بشدة أو بشكل كبير" من نشاط رئيسي في الحياة. وجهت تعديلات القانون لجنة تكافؤ فرص العمل لتعديل لوائحها واستبدال "تحد بشدة أو بشكل كبير" بـ "تحد بشكل كبير"، وهو معيار أكثر تساهلاً.
في 25 سبتمبر 2008، وقع الرئيس جورج بوش الابن على تعديلات قانون الأمريكيين ذوي الإعاقة لعام 2008. وسعت التعديلات من تعريف "الإعاقة"، مما سمح بتوسيع حماية ذوي الإعاقة لتشمل عددًا أكبر من الأشخاص. كما أضافت تعديلات قانون الأمريكيين ذوي الإعاقة إلى ذوي الإعاقة أمثلة على "الأنشطة الرئيسية في الحياة"، بما في ذلك، ولكن لا تقتصر على، "رعاية الذات، أداء المهام اليدوية، الرؤية، السمع، الأكل، النوم، المشي، الوقوف، الرفع، الانحناء، التحدث، التنفس، التعلم، القراءة، التركيز، التفكير، التواصل، والعمل"، بالإضافة إلى عدة "وظائف جسدية رئيسية" محددة. كما نقضت التعديلات قضية محكمة الولايات المتحدة العليا لعام 1999 "سوتون ضد يونايتد إير وايز" التي قضت بأن الموظف ليس معاقًا إذا كانت الإعاقة يمكن تصحيحها بتدابير مخففة؛ حيث ينص التعديل بشكل خاص على أن مثل هذه الإعاقة يجب أن تُحدد دون النظر إلى التدابير التحسينية. كما نقضت أيضًا الحكم القضائي الذي قضى بأن الإعاقة التي تحد بشكل كبير من نشاط رئيسي واحد في الحياة يجب أن تحد أيضًا من الأنشطة الأخرى ليتم اعتبارها إعاقة.
في عام 2008، صرحت لجنة التعليم والعمل في مجلس النواب الأمريكي بأن التعديل "يجعل من الواضح تمامًا أن قانون ذوي الإعاقة يهدف إلى توفير تغطية واسعة لحماية أي شخص يواجه التمييز بناءً على الإعاقة." وبالتالي، أدى قانون تعديلات قانون الأمريكيين ذوي الإعاقة إلى توسيع نطاق حماية الموظفين ذوي الإعاقات.

### إرشادات الوصول إلى محتوى الويب، 2019
في أكتوبر 2019، رفضت المحكمة العليا حل الخلاف بين الدوائر القضائية بشأن ما إذا كانت المواقع الإلكترونية مشمولة بقانون الأمريكيين ذوي الإعاقة. حيث رفضت المحكمة الاستئناف من دومينوز بيتزا وأبقت على حكم محكمة الاستئناف الأمريكية للدائرة التاسعة الذي قضى بأن قانون الأمريكيين ذوي الإعاقة يضمن الوصول ليس فقط إلى أماكن الإقامة العامة الملموسة، ولكن أيضًا إلى مواقع الإنترنت والتطبيقات التابعة لتلك الأعمال التجارية.

## التأثير
أدى قانون الأمريكيين ذوي الإعاقة إلى تحسينات كبيرة من حيث الوصول إلى الخدمات العامة، والوصول في البيئة المبنية، وفهم المجتمع للإعاقة.

### التوظيف
بين عامي 1991 (بعد إصدار قانون الأمريكيين ذوي الإعاقة) و1995، انخفضت نسبة التوظيف بين الرجال ذوي الإعاقات بنسبة 7.8% بغض النظر عن العمر أو المستوى التعليمي أو نوع الإعاقة، وكان الأكثر تأثراً هم الرجال الشباب الأقل تعليماً وذوي الإعاقة الفكرية. رغم أنه لم يتم تحديد علاقة سببية بين قانون الأمريكيين ذوي الإعاقة وهذه الظاهرة بشكل قاطع، فإن بعض الباحثين وصفوا قانون الأمريكيين ذوي الإعاقة بأنه غير فعال وزعموا أنه سبب هذا الانخفاض بسبب زيادة تكلفة الأعمال التجارية على أصحاب العمل، الذين يتجنبون توظيف الأشخاص ذوي الإعاقة خوفًا من الملاحقة القضائية. بالنسبة لهؤلاء أصحاب العمل، أصبح توظيف الأشخاص ذوي الإعاقة باهظ التكلفة لأنهم مضطرون إلى إنفاق أموال إضافية على التكنولوجيا المساعدة.
في عام 2001، أظهرت بيانات استقصاء السكان الحالي انخفاضًا حادًا في توظيف العمال ذوي الإعاقة لجميع الأعمار من الرجال والنساء تحت سن 40، مما دفع اثنين على الأقل من الاقتصاديين إلى إرجاع السبب إلى هذا القانون. على النقيض من ذلك، أظهرت دراسة عام 2003 أنه رغم أن القانون قد أدى إلى ردود فعل قصيرة المدى من أصحاب العمل، إلا أنه على المدى الطويل كانت هناك نتائج إيجابية أو محايدة على الأجور والتوظيف. في عام 2005، ارتفعت نسبة التوظيف بين الأشخاص ذوي الإعاقة إلى 45% من إجمالي السكان ذوي الإعاقة.

### "المدعون المحترفون"
منذ بدء تطبيق القانون في يوليو 1992، أصبح عنصرًا رئيسيًا في قانون العمل. يسمح قانون الأمريكيين ذوي الإعاقة للمدعين الخاصين بالحصول على التعويضات القضائية فقط (أمر من المحكمة يتطلب من مكان الإقامة العامة إصلاح انتهاكات لوائح الوصول) وأتعاب المحاماة، ولا يقدم مكافآت مالية للمدعين الخاصين الذين يقاضون الشركات التي لا تتوافق مع القانون. ما لم ينص قانون ولاية، مثل قانون حقوق المدنيين في ولاية كاليفورنيا، يتيح تعويضات مالية للمدعين الخاصين، فإن الأشخاص ذوي الإعاقة لا يحصلون على فوائد مالية مباشرة من رفع الدعاوى ضد الشركات التي تنتهك قانون الأمريكيين ذوي الإعاقة.
تنص أحكام أتعاب المحاماة في الباب الثالث على تحفيز المحامين للتخصص في القضايا المتسلسلة المتعلقة بالأمريكيين ذوي الإعاقة، ولكن لا يحصل المدعى عليه من ذوي الإعاقة على مكافأة مالية من أتعاب المحاماة إلا إذا كان يعمل كمحامي خاص به، أو كما ذكرنا أعلاه، إذا كان المدعى عليه من ذوي الإعاقة يقيم في ولاية تسمح بتعويضات الحد الأدنى وأتعاب المحكمة في القضايا. علاوة على ذلك، قد يكون هناك فائدة لهؤلاء المحامين العموميين الخاصين الذين يحددون ويجبرون على تصحيح الظروف غير القانونية: قد يزيدون من عدد أماكن الإقامة العامة التي يمكن الوصول إليها من قبل الأشخاص ذوي الإعاقة. "قانون الحقوق المدنية يعتمد بشكل كبير على الإنفاذ الخاص. علاوة على ذلك، فإن تضمين العقوبات والأضرار هو القوة الدافعة التي تسهل الامتثال الطوعي للأمريكيين ذوي الإعاقة." وقد لاحظت المحاكم:
نتيجة لذلك، يتم رفع معظم دعاوى الأمريكيين ذوي الإعاقة من قبل عدد قليل من المدعين الخاصين الذين يعتبرون أنفسهم أبطالًا لذوي الإعاقة. من أجل أن يفي قانون الأمريكيين ذوي الإعاقة بوعده بالوصول المتساوي للأشخاص ذوي الإعاقة، قد يكون من الضروري والمفيد أن يقوم الأفراد الملتزمون برفع قضايا متسلسلة لتحقيق الوقت الذي ستلتزم فيه أماكن الإقامة العامة بذوي الإعاقة.

ومع ذلك، في الولايات التي أصدرت قوانين تسمح للأفراد الخاصين بالحصول على جوائز مالية من الشركات التي لا تتوافق مع القوانين (اعتبارًا من عام 2008، تشمل هذه الولايات كاليفورنيا وفلوريدا وهاواي وإلينوي)، يتم العثور عادة على "المدعين المحترفين". تم حظر أحد هؤلاء المدعين في كاليفورنيا من رفع الدعاوى القضائية إلا إذا حصل على إذن مسبق من المحكمة. وحتى نهاية السنة المالية 1998، تم إسقاط أو التحقيق في 86% من 106,988 تهمة ذوي الإعاقة التي تم تقديمها وحلها من قبل لجنة تكافؤ فرص العمل، لكن ليس دون فرض تكاليف الفرص وأتعاب قانونية على أصحاب العمل.[هل المصدر موثوق به؟]

## القانون القضائي
كانت هناك بعض القضايا البارزة المتعلقة بقانون الأمريكيين ذوي الإعاقة. على سبيل المثال، تم رفع دعوى ضد شركة تسويق غرف الفنادق الكبرى (Hotels.com) بسبب أن عملاءها من ذوي الإعاقة لم يتمكنوا من حجز غرف فندقية عبر موقعهم الإلكتروني دون بذل جهود إضافية كبيرة لم يكن يتطلبها الأشخاص غير المعاقين. تمثل مثل هذه الدعاوى القضائية توسعًا كبيرًا محتملًا لقانون الأمريكيين ذوي الإعاقة حيث أنها (المعروفة بـ "الطوب مقابل النقرات") تسعى لتوسيع سلطة القانون لتشمل الفضاء الإلكتروني، حيث قد لا يكون للكيانات منشآت فعلية تتطلب الامتثال.

### غرين ضد ولاية كاليفورنيا
كانت قضية غرين ضد ولاية كاليفورنيا، رقم S137770 (23 أغسطس 2007) قد تعرضت لها المحكمة العليا في ولاية كاليفورنيا لتقرير ما إذا كان الموظف الذي يرفع دعوى ضد الدولة ملزمًا بإثبات قدرته على أداء "الوظائف الأساسية" للعمل، بغض النظر عما إذا كان هناك "توفير راحة معقولة"، أو إذا كان يتعين على صاحب العمل إثبات أن الشخص الذي رفع الدعوى غير قادر على القيام بذلك. حكمت المحكمة بأن العبء يقع على الموظف، وليس صاحب العمل، وقامت بعكس قرار مثير للجدل من المحاكم الأدنى. قدم محامي المدعي، ديفيد غرينبرغ اعتبارات أن حتى في ولاية كاليفورنيا لا يتعين على أصحاب العمل توظيف عامل غير قادر على أداء "الوظائف الأساسية للعمل" مع "توفير راحة معقولة". فرض هذا على أصحاب العمل "سيتعارض مع المنطق وسيؤسس سياسة عامة سيئة في الأمور المتعلقة بالتوظيف."

### الاتحاد الوطني للمكفوفين ضد شركة تارجت
كانت قضية الاتحاد الوطني للمكفوفين ضد شركة تارجت قد تم رفعها من أحد كبار تجار التجزئة، شركة تارجت، بسبب فشل مصممي موقعها الإلكتروني في تصميم الموقع لتمكين الأشخاص ذوي الرؤية الضعيفة أو العدمية من استخدامه.

### مجلس أمناء جامعة ألاباما ضد جاريت
كانت قضية مجلس أمناء جامعة ألاباما ضد جاريت أمام المحكمة العليا للولايات المتحدة تتعلق بـ سلطة الكونغرس في التنفيذ بموجب التعديل الرابع عشر للدستور الأمريكي. قررت المحكمة أن الفصل الأول من قانون الأمريكيين ذوي الإعاقة غير دستوري إلى الحد الذي يسمح فيه للمواطنين برفع دعاوى ضد الولايات للحصول على تعويضات مالية.

### باردن ضد مدينة ساكرامنتو
باردن ضد مدينة ساكرامنتو، التي تم رفعها في مارس 1999، ادعت أن مدينة ساكرامنتو فشلت في الامتثال لقانون الأمريكيين ذوي الإعاقة عندما، أثناء تحسين الشوارع العامة، لم تقم بتعديل أرصفتها لتتوافق مع القانون. تم حل بعض القضايا في المحكمة الفيدرالية. إحدى القضايا، هل كانت الأرصفة مشمولة في قانون الأمريكيين ذوي الإعاقة، تم استئنافها إلى محكمة الاستئناف بالدائرة التاسعة، التي حكمت أن الأرصفة هي "برنامج" بموجب قانون الأمريكيين ذوي الإعاقة ويجب أن تكون قابلة للوصول للأشخاص ذوي الإعاقة. تم استئناف الحكم لاحقًا إلى المحكمة العليا الأمريكية، التي رفضت سماع القضية، مما جعل حكم محكمة الاستئناف بالدائرة التاسعة قائمًا.

### باتس ضد خدمة الطرود المتحدة
باتس ضد خدمة الطرود المتحدة (UPS؛ بدأت في 1999) كانت أول دعوى قضائية جماعية تتعلق بحقوق العمال الصم وضعاف السمع في مكان العمل بشأن التمييز في العمل. أسست سابقة قانونية لتغطية هؤلاء الموظفين بالكامل بموجب قانون الأمريكيين ذوي الإعاقة. شملت النتائج الرئيسية:
1. فشلت UPS في معالجة الحواجز في التواصل وضمان تكافؤ الفرص والظروف للموظفين الصم؛
2. تم استبعاد الموظفين الصم بانتظام من المعلومات في مكان العمل، وحرمانهم من الفرص للترقية، وتعرضهم لظروف غير آمنة بسبب نقص التسهيلات من قبل UPS؛
3. لم يكن لدى UPS نظام لتحذير هؤلاء الموظفين بشأن الطوارئ، مثل الحرائق أو تسرب المواد الكيميائية، لضمان إجلائهم بأمان من منشأتهم؛ و
4. لم يكن لدى UPS سياسة لضمان أن المتقدمين للعمل والموظفين الصم يحصلون على التواصل الفعال في مكان العمل.

وكانت النتيجة أن وافقت UPS على دفع تعويض قدره 5.8 مليون دولار ووافقت على برنامج شامل للتسهيلات الذي تم تنفيذه في منشآتها في جميع أنحاء البلاد.

### سبيكتور ضد النرويجية لخطوط الرحلات البحرية
سبيكتور ضد النرويجية لخطوط الرحلات البحرية كانت قضية تم الحكم فيها من قبل المحكمة العليا الأمريكية في 2005. جادل المدعى عليه أنه باعتبارها سفينة ترفع علم دولة أجنبية، فهي معفاة من متطلبات قانون الأمريكيين ذوي الإعاقة. تم قبول هذا الجدل من قبل محكمة اتحادية في فلوريدا، ومن ثم من قبل محكمة الاستئناف بالدائرة الخامسة. ومع ذلك، قلبت المحكمة العليا الأمريكية حكم المحاكم الأدنى بناءً على أن خطوط الرحلات البحرية النرويجية كانت شركة مقرها الولايات المتحدة وكان عملاؤها في الغالب من الأمريكيين، والأهم من ذلك أنها تعمل من منشآت الموانئ في جميع أنحاء الولايات المتحدة.

### أولمستيد ضد إل سي
كانت قضية أولمستيد ضد إل سي أمام المحكمة العليا الأمريكية في 1999. كان المدعيان، لويز كيرستيس وإي.دبليو، قد تم احتجازهما في ولاية جورجيا بسبب "التخلف العقلي" والتوحد. وقد حددت التقييمات السريرية من قبل الدولة أن المدعين يمكن معالجتهما بشكل مناسب في بيئة مجتمعية بدلاً من المؤسسة الحكومية. رفع المدعيان دعوى ضد ولاية جورجيا والمؤسسة بسبب معالجتهما بطريقة غير ملائمة واحتجازهما في بيئة مؤسساتية بدلاً من معالجتهما في أحد مرافق العلاج المجتمعية التابعة للدولة.
قررت المحكمة العليا بموجب الفصل الثاني من قانون كانت قضية أن المرض العقلي يعد شكلًا من أشكال الإعاقة وبالتالي يشمله القانون، وأن العزل المؤسسي غير المبرر لشخص معاق يعد شكلًا من أشكال التمييز لأنه "... يعزز الافتراضات غير المبررة بأن الأشخاص المعزولين غير قادرين أو غير جديرين بالمشاركة في الحياة المجتمعية." وأضافت المحكمة، "يقلل الاحتجاز في مؤسسة بشكل كبير من الأنشطة اليومية للأفراد، بما في ذلك العلاقات الأسرية، والاتصالات الاجتماعية، وفرص العمل، والاستقلال الاقتصادي، والتقدم التعليمي، والإثراء الثقافي."
لذلك، بموجب الفصل الثاني، لا يمكن استبعاد أي شخص معاق بشكل غير مبرر من المشاركة في أو حرمانه من الاستفادة من خدمات أو برامج أو أنشطة أي كيان عام.

### محاربو ميشيغان المعاقون ضد جامعة ميشيغان
كانت قضية محاربو ميشيغان المعاقون ضد جامعة ميشيغان قد تم رفعها أمام محكمة الولايات المتحدة الجزئية في المنطقة الشرقية من ميشيغان. تم رفعها نيابة عن محاربو ميشيغان المعاقون في أمريكا ضد جامعة ميشيغان زاعمين أن استاد ميشيغان انتهك قانون الأمريكيين ذوي الإعاقة في تجديده البالغ 226 مليون دولار من خلال فشله في إضافة مقاعد كافية للمشجعين ذوي الإعاقة أو توفير احتياجات دورات المياه والمرافق والمواقف المتاحة. بالإضافة إلى ذلك، كانت توزيع المقاعد المتاحة محل جدل، حيث تم توفير معظم المقاعد في مناطق النهاية. ساعدت وزارة العدل الأمريكية في القضية، التي تم تسويتها في مارس 2008. تطلب التسوية من الاستاد إضافة 329 مقعدًا لذوي الكراسي المتحركة في جميع أنحاء الاستاد بحلول عام 2010، بالإضافة إلى 135 مقعدًا متاحًا إضافيًا في غرف النادي لتواكب المقاعد الـ88 الحالية لذوي الكراسي المتحركة. كانت هذه القضية مهمة لأنها وضعت سابقة لتوزيع المقاعد المتاحة بشكل موحد وأتاحت لوزارة العدل الأمريكية فرصة لتوضيح القواعد التي كانت غير واضحة سابقًا. الاتفاق الآن هو نموذج لجميع الملاعب والمنشآت العامة بشأن الوصول.

### محاربو المحاربين المعاقين ضد إيليربي بيكيت المعماريين والمهندسين
كانت محاربو المحاربين المعاقين ضد إيليربي بيكيت المعماريين والمهندسين (PVA 1996) إحدى أولى الدعاوى القضائية الكبرى المتعلقة بذوي الإعاقة، وركزت على إمكانية الوصول للكراسي المتحركة في مشروع ملعب كان لا يزال في مرحلة التصميم، مركز MCI (المعروف الآن باسم كابيتال وان أرينا) في واشنطن العاصمة. قبل هذه القضية، التي تم رفعها بعد خمس سنوات فقط من إصدار قانون ذوي الإعاقة، كانت وزارة العدل غير قادرة أو غير راغبة في توضيح متطلبات توزيع المواقع المتاحة للكراسي المتحركة في الأماكن العامة الكبرى. على الرغم من أن القسم 4.33.3 من ADAAG يشير إلى خطوط الرؤية، إلا أنه لا يتم الإشارة بشكل محدد إلى الرؤية فوق المشجعين الواقفين. كان مركز MCI، الذي صممه إيليربي بيكيت المعماريون والمهندسون، مصممًا بعدد قليل جدًا من المقاعد المخصصة للكراسي المتحركة والرفاق، وكانت المقاعد المتوفرة لا توفر خطوط رؤية تمكّن المستخدم من رؤية المنطقة الميدانية بينما كان المشاهدون أمامهم واقفين. وقد أقامت هذه القضية وقضية ذات صلة أخرى سابقة بشأن مسائل توزيع المقاعد وخطوط الرؤية لتطبيق ذوي الإعاقة والتي لا تزال سارية حتى اليوم.

### تويوتا موتور مانيفاكتشورينغ، كنتاكي، إنك ضد ويليامز
تويوتا موتور مانيفاكتشورينغ، كنتاكي، إنك ضد ويليامز كانت قضية تم فيها تفسير المحكمة العليا الأمريكية لمعنى العبارة "يؤثر بشكل كبير" كما وردت في قانون الأمريكيين ذوي الإعاقة. عكست المحكمة قرار محكمة الاستئناف بالدائرة السادسة الذي منح الحكم الجزئي لصالح المدعى عليها، إيلّا ويليامز، والتي صنفت عدم قدرتها على أداء المهام اليدوية المتعلقة بالعمل على أنها إعاقة. حكمت المحكمة بأن تعريف "النشاطات الحياتية الكبرى" لتقييم أداء المهام اليدوية يركز الاستفسار على ما إذا كانت ويليامز غير قادرة على أداء مجموعة من المهام التي تعتبر أساسية لمعظم الأشخاص في أداء أنشطة الحياة اليومية، وليس ما إذا كانت غير قادرة على أداء المهام الوظيفية المحددة. وبالتالي، فإن تحديد ما إذا كان الاضطراب يصل إلى مستوى الإعاقة ليس محصورًا فقط في الأنشطة في مكان العمل، بل يشمل المهام اليدوية في الحياة بشكل عام. وعندما طبقت المحكمة العليا هذا المعيار، وجدت أن محكمة الاستئناف قد قررت بشكل غير صحيح وجود الإعاقة لأنها اعتمدت فقط على عدم قدرتها على أداء مهام العمل المحددة، وهو ما كان غير كافٍ لإثبات وجود الإعاقة. كان يجب على محكمة الاستئناف أن تأخذ في اعتبارها الأدلة التي قدمت بأن ويليامز كانت قادرة على أداء المهام الشخصية وأعمال المنزل، وهي المهام التي يقوم بها معظم الناس في حياتهم اليومية، وركزت كثيرًا على إعاقتها في العمل. بما أن الأدلة أظهرت أن ويليامز كانت تؤدي المهام اليومية بشكل طبيعي، حكمت المحكمة العليا بأن محكمة الاستئناف أخطأت عندما وجدت أن ويليامز كانت معاقة. تم إلغاء هذا الحكم لاحقًا بموجب تعديلات قانون الأمريكيين ذوي الإعاقة لعام 2008. في الواقع، استشهد الكونغرس صراحةً بـ تويوتا ضد ويليامز في نص القانون نفسه كأحد الأسباب الرئيسية لتبني التعديلات على القانون.

### الخطوط الجوية الأمريكية ضد بارنيت
الخطوط الجوية الأمريكية ضد بارنيت تم الحكم فيها من قبل المحكمة العليا الأمريكية في عام 2002. في هذه القضية قضت المحكمة بأن حتى الطلبات المتعلقة بالتسهيلات التي قد تبدو معقولة من حيث المبدأ، مثل النقل إلى وظيفة مختلفة، يمكن أن تصبح غير معقولة لأن ذلك سيتطلب انتهاك نظام الأقدمية في الشركة. بينما حكمت المحكمة أنه بشكل عام، فإن انتهاك نظام الأقدمية يجعل التسهيل المعقول غير معقول، يمكن للمدعي تقديم دليل على أنه، على الرغم من نظام الأقدمية، فإن التسهيل معقول في الحالة المحددة، على سبيل المثال، يمكن للمدعي أن يقدم دليلًا على أن نظام الأقدمية يتم تجاهله كثيرًا بحيث لا يؤثر استثناء آخر.
من المهم أن المحكمة حكمت بأنه لا يتعين على المدعى عليه تقديم دليل على أن هذا التطبيق المحدد لنظام الأقدمية يجب أن يسود، وأنه بمجرد أن يثبت المدعى عليه أن التسهيل ينتهك نظام الأقدمية، يقع على عاتق بارنيت أن يثبت أنه لا يزال معقولًا.
في هذه القضية، كان بارنيت موظفًا في الخطوط الجوية الأمريكية أصيب بآلام في ظهره، مما جعله غير قادر جسديًا على أداء عمله في التعامل مع الشحن. استنادًا إلى الأقدمية، تم نقله إلى وظيفة أقل تطلبًا في غرفة البريد، لكن هذه الوظيفة أصبحت لاحقًا مفتوحة للمزايدة بناءً على الأقدمية، وتم التقدم عليها من قبل موظفين ذوي أقدمية أعلى. طلب بارنيت التسهيل بالسماح له بالبقاء في وظيفة غرفة البريد الأقل تطلبًا. رفضت الخطوط الجوية الأمريكية طلبه، وفقد وظيفته.
قضت المحكمة العليا بإلغاء كل من نهج المحكمة الجزئية، التي رأت أن مجرد وجود نظام الأقدمية وأهميته كان كافيًا لتبرير حكم تلخيصي لصالح الخطوط الجوية الأمريكية، وكذلك نهج محكمة الدائرة الذي فسر "التسهيل المعقول" على أنه "التسهيل الفعال".

### أكسيس ناو ضد الخطوط الجوية ساوث ويست
أكسيس ناو ضد الخطوط الجوية ساوث ويست كانت قضية أقيمت عام 2002، حيث قررت المحكمة الجزئية أن موقع الإنترنت لشركة الخطوط الجوية ساوث ويست لا ينتهك قانون الأمريكيين ذوي الإعاقة، لأن القانون يتعامل مع الأشياء ذات الوجود الفعلي وبالتالي لا يمكن تطبيقه على الفضاء الإلكتروني. وجدت القاضية باتريشيا أ. سايتز أن "شباك التذاكر الافتراضي" على الموقع كان بناءً افتراضيًا، وبالتالي ليس "مكانًا عامًا للإقامة". وبالتالي، "توسيع قانون الأمريكيين ذوي الإعاقة ليشمل الفضاءات 'الافتراضية' سيكون بمثابة إنشاء حقوق جديدة دون معايير محددة جيدًا."

### أويلت ضد فياكوم إنترناشونال إنك
أويلت ضد فياكوم إنترناشونال إنك (2011) كانت قضية قضي بها بن وجود حضور عبر الإنترنت فقط لا يخضع الموقع لإرشادات قانون الأمريكيين ذوي الإعاقة. وبالتالي، لم تكن ماي سبيس ويوتيوب مسؤولة عن عدم قدرة رجل مصاب بعسر القراءة على التنقل في الموقع بغض النظر عن مدى تأثير "المسرح الإلكتروني".

### جمعية المؤلفين ضد هاثي ترست
كانت جمعية المؤلفين ضد هاثي ترست قضية قررت فيها المحكمة الجزئية أن مكتبة هاثي ترست الرقمية كانت استخدامًا تحويليًا وعادلاً للأعمال المحمية بحقوق الطبع والنشر، مما جعل عددًا كبيرًا من النصوص المكتوبة متاحة للأشخاص الذين يعانون من الإعاقة في الطباعة.

### زيمورا-كويزادا ضد مجموعة هيلث تكسا الطبية
زيمورا-كويزادا ضد مجموعة هيلث تكسا الطبية (بدأت في 1998) كانت المرة الأولى التي يتم فيها استخدام هذا القانون ضد منظمات إدارة الصحة عندما تم رفع دعوى مبتكرة رفعها المحامي تكساسي روبرت بروان ضد خمس منظمات لإدارة الصحة بسبب ممارستها في إلغاء عقود الأطباء الذين يعالجون المرضى ذوي الإعاقة. في عام 1999، سعت هذه المنظمات إلى رفض دعوى بروان، لكن محكمة فدرالية حكمت ضدهم، وتم تسوية القضية خارج المحكمة. تم الاستشهاد بالعديد من القرارات المتعلقة بدعوى بروان الفريدة ضد هذه المنظمات في قضايا أخرى منذ ذلك الحين.

### كامبل ضد جنرال ديناميكس لخدمات الحكومة
كامبل ضد جنرال ديناميكس لخدمات الحكومة (2005) كانت القضية تتعلق بتنفيذ اتفاقية التحكيم الإلزامية الواردة في سياسة حل النزاعات المرتبطة بإعلان مرسل عبر البريد الإلكتروني لجميع الموظفين، فيما يتعلق بمطالبات التمييز في العمل المقدمة بموجب قانون الأمريكيين ذوي الإعاقة.

### تينيسي ضد لين
تينيسي ضد لين 541 U.S. 509 (2004)، كانت قضية أمام المحكمة العليا الأمريكية تتعلق بـ سلطة الكونغرس في التنفيذ بموجب القسم 5 من التعديل الرابع عشر. كان جورج لين غير قادر على المشي بعد حادث سيارة في عام 1997، حيث اتهم بالقيادة على الجانب الخاطئ من الطريق. قُتلت امرأة في الحادث، وواجه لين اتهامات بالقيادة المتهورة. تم رفع الدعوى بسبب منعه من الوصول للمثول أمام المحكمة الجنائية لأن المحكمة لم تكن تحتوي على مصعد، على الرغم من أن المحكمة كانت على استعداد لحمله عبر السلالم ثم نقل الجلسة إلى الطابق الأول. رفض، مشيرًا إلى أنه يريد أن يُعامل مثل أي مواطن آخر، ثم تم توجيه تهمة الفشل في المثول أمام المحكمة، بعد أن مثُل في جلسة سابقة حيث زحف عبر السلالم. قضت المحكمة بأن الكونغرس كان لديه أدلة كافية على أن الأشخاص ذوي الإعاقة كانوا يُحرَمون من هذه الحقوق الأساسية التي يحميها بند الإجراءات القانونية في التعديل الرابع عشر، ولديه سلطات التنفيذ بموجب القسم 5 من التعديل الرابع عشر. كما قضت المحكمة بأن "التسهيلات المعقولة" التي يفرضها قانون الأمريكيين ذوي الإعاقة لم تكن مرهقة بشكل مفرط ولا غير متناسبة مع الضرر.

### اضطراب الهوية الجندرية
في 2022، ذكرت محكمة استئناف الولايات المتحدة للدائرة الرابعة أن قانون الأمريكيين ذوي الإعاقة يشمل الأفراد الذين يعانون من اضطراب الهوية الجندرية، مما قد يساعد الأشخاص المتحولين جنسيًا في الحصول على الحماية القانونية التي قد يكونوا عاجزين عن الوصول إليها بشكل آخر.

## قراءة موسعة
- عسيغموغلو، دارون & أنغريست، جوشوا د. (2001). "عواقب حماية التوظيف؟ حالة قانون الأمريكيين ذوي الإعاقة". Journal of Political Economy. ج. 109 ع. 5: 915–957. CiteSeerX:10.1.1.510.623. DOI:10.1086/322836. hdl:1721.1/63433. S2CID:15460395.
- بوش، جورج بوش الأب، تصريحات الرئيس جورج بوش عند توقيع قانون الأمريكيين ذوي الإعاقة. متوفر عبر الإنترنت في لجنة تكافؤ فرص العمل.
- ديفيس، لينارد ج. القوانين التمكينية. القصة الخفية حول كيف منح قانون الأمريكيين ذوي الإعاقة أكبر أقلية في الولايات المتحدة حقوقها. بوسطن، ماساتشوستس: Beacon Press، 2015.
- ديليير توماس (2000). "تأثيرات الأجور والتوظيف لقانون الأمريكيين ذوي الإعاقة". Journal of Human Resources. ج. 35 ع. 4: 693–715. DOI:10.2307/146368. JSTOR:146368.
- فيلدر، ج. ف. الإعاقات العقلية وقانون الأمريكيين ذوي الإعاقة. وستبورت، كونيتيكت: Quorum Books، 2004.
- هاملتون كريغر، ليندا، محرر، الرد العكسي ضد قانون ADA: إعادة تفسير حقوق الإعاقة آن آربر: مطبعة جامعة ميشيغان، 2003.
- جونسون، ماري. (2000). اجعلهم يختفون: كلينت إيستوود، كريستوفر ريف وحالة ضد حقوق الإعاقة. لويفيل، كنتاكي: The Advocado Press.
- ماير، أرلين. (1992). تاريخ قانون الأمريكيين ذوي الإعاقة: منظور الحركة. متوفر عبر الإنترنت في موقع Disability Rights Education & Defense Fund
- أوبراين، روث، محرر. أصوات من الحافة: روايات عن قانون الأمريكيين ذوي الإعاقة. نيويورك: أكسفورد، 2004. (ردمك 0-19-515687-0)
- بليتشر، ديفيد وآشلي روسو-بليتشر. تاريخ حركة الحقوق المدنية لذوي الإعاقة الجسدية
- سويتزر، جاكلين فون. حقوق المعاقين: السياسة الأمريكية للإعاقة والنضال من أجل المساواة. واشنطن العاصمة: مطبعة جامعة جورجتاون، 2003.
- ويبر، مارك سي. التحرش بالإعاقة. نيويورك: مطبعة جامعة نيويورك، 2007.

## وصلات خارجية
- الموقع الرسمي
 من قسم حقوق المدنيين بوزارة العدل الأمريكية
- صفحة ADA من وزارة العمل
- صفحة ADA من لجنة تكافؤ فرص العمل الأمريكية
- كما هو مدون في 42 U.S.C. الفصل 126 من مجلس النواب الأمريكي
- كما هو مدون في 42 U.S.C. الفصل 126 من LII
- قانون الأمريكيين ذوي الإعاقة لعام 1990 كما تم تعديله (PDF/التفاصيل) في GPO مجموعة إحصاءات القوانين
- شبكة العائلة للإعاقات FNDUSA.ORG—مركز تدريب وتوجيه أولياء الأمور في فلوريدا الممول من مكاتب التعليم الخاص بوزارة التربية (OSEP)
- قانون لايني فينغولد والسياسة العالمية: الولايات المتحدة – الفيدرالية (الوطنية)
- ما هو التوافق مع ADA؟ كيف يمكن إنشاء PDF متوافق مع ADA؟